# All Those Years Ago
All Those Years Ago ist ein Lied des britischen Musikers George Harrison, das im Mai 1981 als Single A-Seite von George Harrison veröffentlicht wurde. Da neben George Harrison noch Ringo Starr und Paul McCartney bei den Aufnahmen mitwirkten, war es das erste Mal, dass die drei noch lebenden ehemaligen Beatles seit der Ermordung von John Lennon im Dezember 1980 gemeinsam ein Lied aufnahmen. Zudem war es das zweite Mal nach I’m the Greatest, dass drei ehemalige Mitglieder der Beatles seit der offiziellen Auflösung der Band im Jahr 1970 zusammen ein Lied aufnahmen.

## Entstehung
Nach der vorläufigen Ablehnung seines neuen Albums Somewhere in England durch die Tonträgergesellschaft Warner Brothers begab sich George Harrison von November 1980 bis Februar 1981 wieder ins Aufnahmestudio, um vier neue Lieder aufzunehmen. Da Ringo Starr ebenfalls an seinem neuen Album arbeitete, nahmen sie zwischen dem 19. und 25. November 1980 auch das Lied All Those Years Ago auf. Obwohl er es aufnahm, empfand Ringo Starr den Gesang als zu hoch für seine Gesangsbandbreite und mochte den Text nicht.
Während Harrison mit weiteren Aufnahmen beschäftigt war, wurde John Lennon am 8. Dezember 1980 ermordet. Aufgrund dieser Tat sang George Harrison das Lied All Those Years Ago als Hommage für John Lennon neu ein. Dafür änderte er den Text und lud Paul und Linda McCartney sowie Denny Laine ein, den Hintergrundgesang beizusteuern. Da Ringo Starr schon bei den ursprünglichen Aufnahmen im November 1980 Schlagzeug spielte, waren bei dieser Aufnahme erstmals alle drei lebenden Beatles an einem neuen Lied beteiligt. Es war auch die erste gemeinsame musikalische Zusammenarbeit von McCartney und Harrison seit der Aufnahme von I Me Mine vom 3. Januar 1970. Denny Laine sagte dazu: „Sie waren genauso wie immer. So wie die Öffentlichkeit sie sieht. Weißt du, sie hatten einfach eine Art natürliche Art, Dinge zu tun.“
Ein Datum der Aufnahmen mit Paul McCartney wurde nicht dokumentiert. Dokumentiert ist aber, dass Paul und Linda McCartney, Denny Laine, George Martin und Geoff Emerick sich zu Harrisons Studio Friars Park Studio, Henley-on-Thames (F.P.S.H.O.T.), Oxfordshire begaben und beabsichtigten, dass George Harrison ein Gitarrensolo für das McCartney-Lied Wanderlust einspielen sollte. Da Wanderlust laut dem Begleitbuch (Seite 108) der Wiederveröffentlichung des Albums Tug of War hauptsächlich am 2. Januar 1981 aufgenommen wurde, ist es wahrscheinlich, dass die ergänzenden Aufnahmen für All Those Years Ago im Januar stattfanden, da sich McCartney den ganzen Februar und Anfang März auf der Insel Montserrat für Aufnahmen aufhielt. Aus zeitlichen Gründen wurde die Aufnahme von Wanderlust dann aber nicht mehr realisiert.
Der Text des Liedes von All Those Years Ago befasst sich mit John Lennon und seinen Aussagen, so gibt es Anspielungen auf den Beatles-Song All You Need Is Love und den Lennon-Song Imagine („you were the one who Imagined it all“). Weiterhin sang Harrison, dass er immer zu John Lennon aufgeschaut hat, und bezeichnete den Mörder von John Lennon als den besten Freund des Teufels.
Im Nachhinein sah Harrison den Tod von John Lennon spirituell: „Ich denke, es ist bedauerlich, wie er gegangen ist, aber es spielt keine wirkliche Rolle – es geht ihm gut, und das Leben fließt in dir und ohne dich weiter.“
Die Single All Those Years Ago erreichte Platz zwei in den USA und war somit der vierte Top-Ten-Hit in den USA für George Harrison nach Give Me Love (Give Me Peace on Earth) aus dem Jahr 1973. In Großbritannien erreichte die Single Platz 13, in Deutschland lediglich Platz 44.
Die nächsten Aufnahmen der drei lebenden Beatles waren Free as a Bird (Aufnahme: 1994) und Real Love (Aufnahme: 1995), die sie wieder unter dem Gruppennamen The Beatles veröffentlichten.

## Besetzung
- George Harrison: Leadgitarre, Synthesizer, Gesang
- Ringo Starr: Schlagzeug
- Al Kooper: Elektrisches Klavier
- Herbie Flowers: Bass
- Ray Cooper: Tamburin
- Paul McCartney: Hintergrundgesang
- Denny Laine: Hintergrundgesang
- Linda McCartney: Hintergrundgesang

## Musikvideo
Das Musikvideo wurde von Ron Furmanek zusammengestellt, es besteht im Wesentlichen aus Bildern von George Harrison und/oder John Lennon sowie Filmausschnitte aus ihren vier Spielfilmen sowie Ausschnitten aus Filmclips. Der Musikvideo hatte seine Premiere am 1. August 1981 auf MTV.

## Veröffentlichung
- Die Single All Those Years Ago / Writing’s on the Wall erschien am 11. Mai 1981 in den USA und am 15. Mai 1981 in Großbritannien[3].
- Am 1. Juni 1981 wurde in den USA und am 5. Juni 1981 in Großbritannien das Album Somewhere in England veröffentlicht, auf dem sich All Those Years Ago befindet.
- Im November 1981 wurde in den USA die Single All Those Years Ago / Teardrops veröffentlicht.[4]
- All Those Years Ago befindet sich auf den beiden Kompilationsalben von George Harrison Best of Dark Horse 1976–1989 (1989) und Let It Roll: Songs by George Harrison (2009).
- Am 13. Juli 1992 erschien das Livealbum Live in Japan auf dem sich unter anderem All Those Years Ago befindet.